# Andreas Hamborger
Andreas Hamborger var en tysk kyrkomålare verksam på Gotland.
Hamborger inflyttade 1683 till Visby från Slesvig-Holstein. Det är oklart om han någonsin avlade borgared i staden. Enligt ett kämnärsrättsprotokoll från 1684 hade han vid sin ankomst till staden träffat ett avtal med en Jochim Junge att mot kost och logi lära denne teckna, måla och dansa. Hans första kända arbete är predikstolen i Havdhems kyrka, målad 1684. Därefter målade han även predistolen i Levide kyrka 1685, altaruppsatsen i Halla kyrka 1686, altaruppsatsen i Bro kyrka 1688 och samma år tillsammans med Johan Bartsch den yngre predikstolen i Hörsne kyrka, i samband med detta målade Hamborger även Petrus Ronanders epitafium i kyrkan. Vidare har han målat altaruppsats och predikstol i Väskinde kyrka 1690. Därtill tillskrivs Hamborger epitafiet efter kyrkoherden i Havdem Claudius Trogillides mor Jytta från 1686 och ett epitafium över kyrkoherden Hercules Briant i Levide kyrka.
1693 åtalades han för lägesmål med en ogift kvinna som fött hans barn. Kvinnan dömdes till böter, men Hamborger saknas i dokumenten, förmodligen hade han lämnat Gotland för att undgå påföljd för sitt lägesmål.